# Roman Procenko
Roman Procenko (ros. Роман Проценко; ur. 25 czerwca 1976 r.) – rosyjski kulturysta.
Debiutował w 2001 roku. Już trzy lata później został mistrzem Rosji w kulturystyce w kategorii wagowej do 87,5 kg. Tytuł ten, w różnych kategoriach, uzyskiwał jeszcze trzykrotnie (2005, '06, '13). W kwietniu 2013 w Pucharze Rosji federacji PBS (ФБФР) zdobył też złoto w kategorii ogólnej, stając się absolutnym zwycięzcą zawodów. Kilkukrotnie przyznawano mu medale mistrza Moskwy oraz obwodu moskiewskiego. W 2008 zajął pierwsze miejsce na podium w kategorii wagowej do 90 kg podczas zawodów Puszkino-Classic (Пушкино-Классик). Wywalczył złoto we wszystkich zawodach i kategoriach, w jakich startował w całym 2013 roku.
Żonaty, mieszka w Moskwie, swoim mieście rodzinnym.